# Markfuktighet
Markfuktighet är ett mått för andelen vatten i en jordyta.
Andelen anges inte som absolut värde på grund av att vattnet i jorden är i rörelse. Några delar av vattnet flyttar till andra jordskikt och andra delar är bunden som markvatten. Inom markvetenskapen anges markfuktigheten med hjälp av olika klasser som beror på grundvattenskiktets position.

## Markfuktighetens klasser
Klasserna är:
- Mycket torr mark – grundvattennivån ligger 5 meter under markytan eller djupare
- Torr mark – grundvattendjupet är 2 till 5 meter
- Frisk mark – grundvattendjupet är 1 till 2 meter
- Frisk-fuktig mark – grundvattendjupet är nästan 1 meter
- Fuktig mark – grundvattendjupet är mindre än 1 meter men större pölar saknas
- Blöt mark – grundvattnet ligger tätt under markytan eller har samma höjd, kännetecknas av större pölar